# إبراهيم بشارات
إبراهيم هاني بشارات (22 فبراير 1984 - عمان ) رياضي أردني يمثل المنتخب الوطني الأردني في رياضة الفروسية. شارك في الالعاب الأولمبية في ثلاث دورات متتالية ( 2004، 2008، 2012) وتم تصنيفه بالمركز 101 على مستوى العالم من قبل الإتحاد الدولي للفروسية برصيد 1410 نقاط.

## مشاركته في الأولمبياد
كان أول ظهور رسمي له وهو في سن العشرين في دورة الألعاب الأولمبية الصيفية سنه 2004 التي اقيمت في أثينا- اليونان، حيث شارك في سباق القفز الفردي بواسطة الفرس (كوينتو)، وحل في المركز الثالث والستين في نهاية الجولة الأولى مع ما مجموعة 13 خطأ ولم يتمكن من الوصول إلى المنافسات النهائية.
وفي الألعاب الأولمبية الصيفية لعام 2008 التي أقيمت في بكين - الصين، شارك مع حصانه الثاني (سام-سام) في سباق القفز الفردي، وحصل على ما مجموعه 41 خطأ في الجولة الثانية من التصفيات وخرج من المنافسة 
وفي دورة الألعاب الأولمبية الصيفية 2012 في لندن ، اختار حصانه الثالث (فريدا) للمنافسة للمرة الثالثة في سباق القفز الفردي . وعلى عكس مشاركاته السابقة، خرج إبراهيم من المرحلة الأولى من جولات التصفيات بعد هدمه ثلاثة أسوار، مما جعله ترتيبه 67 في القائمة المكونه من 75 متنافس.  
يتدرب إبراهيم بشارات حاليًا على يد المدرب خوسيه لانسينك متسابق الفروسية الهولندي المولد، الحاصل على الميدالية الأولمبية والميدالية الذهبية سبع مرات في رياضة الفروسية في دورة الألعاب الأولمبية الصيفية لعام 1992 في برشلونة ، إسبانيا . 

## روابط خارجية
- إبراهيم بشارات على موقع الاتحاد الدولي للفروسية (الإنجليزية)
- إبراهيم بشارات على موقع FEI (رابط بديل) (الإنجليزية)
- إبراهيم بشارات على موقع أوليمبيديا (الإنجليزية)